# Kone Hosuru, Shimoga
Kone Hosuru là một làng thuộc tehsil Shimoga, huyện Shimoga, bang Karnataka, Ấn Độ.